# Fornetti
Fornetti este numele unui lanț de patiserii fondat în Ungaria în 1997.
De la fondarea sa în 1997, Grupul Fornetti a deschis noi drumuri în istoria companiilor din Europa Centrală și de Est din industria de panificație. Marca legendară și emblematică de acum s-a născut într-o mică brutărie, unde fondatorii au început producția așa-numitelor miniproduse îndemnați de o idee unică. O parte din inovație a inclus, de asemenea, vânzarea de produse la kilogram, nu la bucată. Succesul conceptului a fost garantat!
De aici, compania și rețeaua de franciză au început să urce, iar astăzi se produc peste 200 de produse de panificație congelate diferite în trei fabrici. La scurt timp după lansarea miniproduselor,au fost introduse, de asemenea, produse unice, iar gama noastră binecunoscută de produse disponibile în prezent răspunde tuturor nevoilor clienților în ceea ce privește aroma și forma. 
Operând sub auspiciile companiei elvețiano-irlandeze Aryzta AG, produsele Grupului Fornetti sunt acum disponibile în 17 țări europene. Acest lucru se datorează în primul rând rețelei de franciză, care se bazează pe un model unic, dar la fel de important este faptul că produsele sunt disponibile în lanțurile de vânzare cu amănuntul, fără prezența mărcii. 

## Fornetti în România
Societatea Fornetti România s-a înființat cu capital privat, în anul 2001, ca rezultat al extinderii societății Fornetti Kft. cu sediul în Kecskemét, Ungaria. Activitatea sa de bază este producerea  produselor de patiserie congelate. Ca urmare a extinderii progresive pe piață, s-a dezvoltat și rețeaua de brutării de coacere la vedere din România, pe baza unui parteneriat în sistem de franciză, potrivit modelului din Ungaria.  
Compania și-a cerut intrarea în insolvență în decembrie 2011, reușind finalizarea cu succes a procesului de reorganizare câțiva ani mai târziu  .
În 2023 câștigă premiul Franciza anului în Europa, acordată de Federația Europeană. 
Cifra de afaceri:
- 2010: 21,5 milioane euro[1]
- 2009: 28 milioane euro[1]
- 2023: 52 milioane euro